# Raúl Salinas

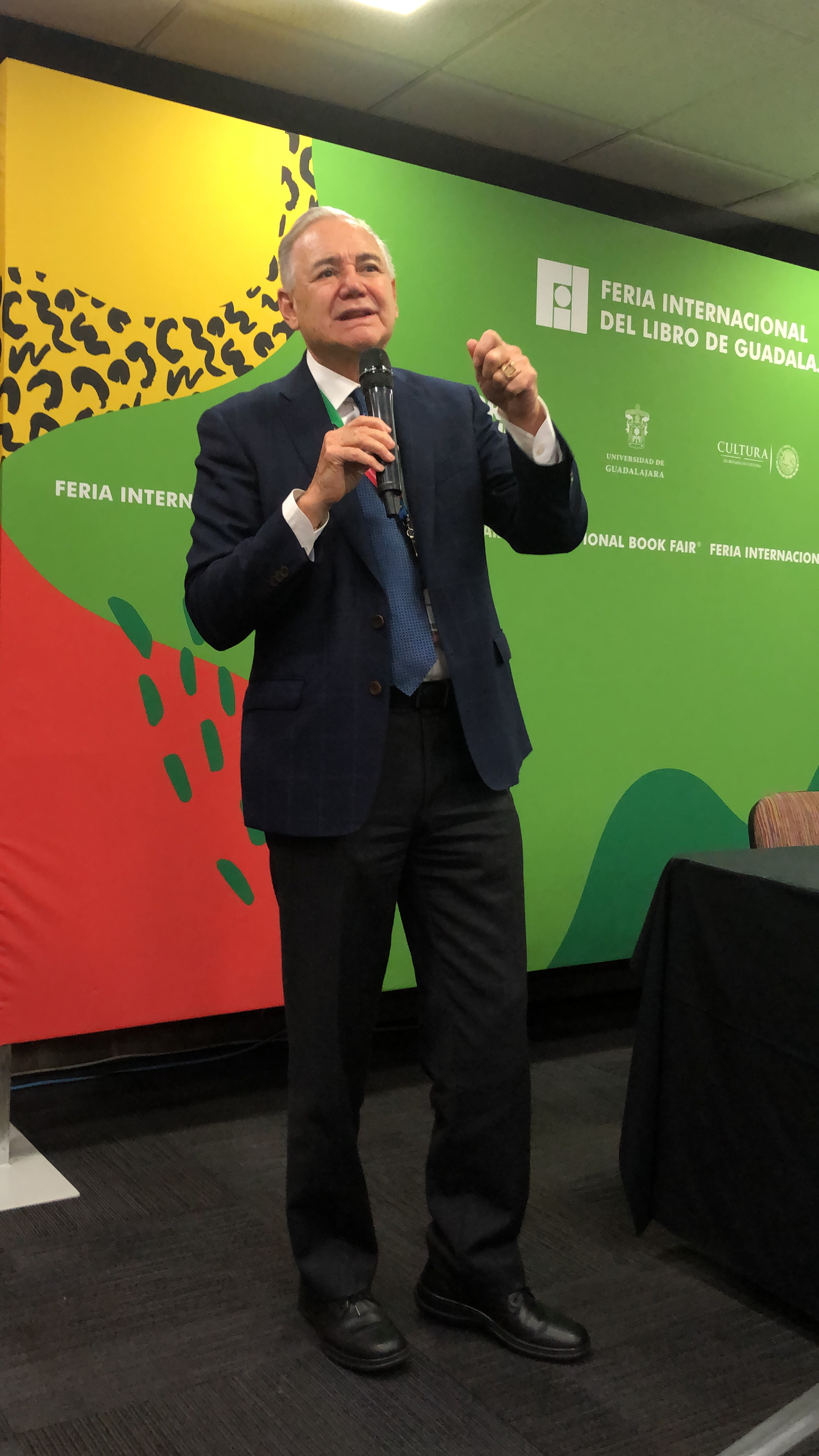
Raúl Salinas

Raúl Salinas de Gortari (geboren 1946) is een Mexicaans crimineel. Hij is de broer van voormalig president Carlos Salinas. Hij is berucht vanwege corruptie, witwassen van geld, drugshandel en de moord op José Francisco Ruiz Massieu.
Als kind trok hij veel op met zijn broer Carlos. Op 17 december 1951, toen ze 3 en 5 jaar oud waren, doodden ze met een geweer een twaalf jaar oude huishoudster. Dit werd afgedaan als een ongeluk en niemand werd veroordeeld.
Op 28 september 1994 werd José Francisco Ruiz Massieu, secretaris-generaal van de regeringspartij PRI, vermoord door de ongeletterde boer Daniel Aguilar. Mario Ruiz Massieu, zijn broer, leidde aanvankelijk het onderzoek. Hij trad echter na een paar weken terug, omdat hij zei dat hij gedwarsboomd werd door de PRI. Later werd ontdekt dat hij zeven miljoen dollar op een Amerikaanse bankrekening had gestort. De nieuwe onderzoeksrechter Pablo Chapa Bezanilla verdacht al snel Raúl Salinas van de moord. Hij kwam erachter dat alle verwijzingen die Raúl zouden kunnen beschuldigen geschrapt waren. 
Hierna liet de nieuwe president Ernesto Zedillo Raúl Salinas arresteren. Dit was een breuk met het verleden, omdat normaliter PRI-presidenten altijd de hand boven het hoofd van hun voorgangers hielden. In november 1995 werd Paulina Castañon, de vrouw van Salinas, in Genève gearresteerd nadat ze onder een valse naam geld van een rekening van Raúl wilde halen. Een onderzoek hiernaar leidde tot de ontdekking dat Raúl Salinas honderden miljoenen dollars bezat, terwijl hij nooit meer dan US$160.000 verdiende.
Na een rechtszaak werd Raúl Salinas tot 50 jaar gevangenisstraf veroordeeld. Op 14 juni 2005 werd hij echter op borgtocht vrijgelaten, nadat bleek dat voor zijn veroordeling vervalst bewijsmateriaal was gebruikt. Na zijn vrijlating beschuldigde Salinas Zedillo ervan een complot tegen hem gesmeed te hebben. De vrijlating zorgde voor veel verontwaardiging. Volgens sommigen was dit het bewijst dat de rijken en machtigen altijd wel een manier wisten te vinden om uit handen van justitie te blijven. Voor anderen was zijn vrijlating juist het bewijs dat justitie zaken voortaan op een eerlijke manier af zou handelen. Intussen loopt er ook een rechtszaak wegens corruptie tegen Salinas.